# کمیساریای رایش اوستلاند
کمیساریای رایش اوستلاند (به آلمانی: Reichskommissariat Ostland؛ کوته‌نوشت: RKO) ساختاری اداری تشکیل یافته توسط آلمان نازی در جریان جنگ جهانی دوم بود که به اداره مدنی در هنگام اشغال کشورهای حوزه دریای بالتیک (از جمله جمهوری استونی، لتونی و لیتوانی، و بخش غربی جمهوری بلاروس) می‌پرداخت. طبق سندهای اولیه آلمانی، این منطقه با عنوان «کمیساریای رایش بالتنلاند» (Reichskommissariat Baltenland به معنای «سرزمین‌های بالتیک») نیز ذکر شده است. پیش از ایجاد این کمیساریای رایش، و در دوره اشغال نظامی اولیه، ساختار سیاسی گذاشته شده توسط آلمانی‌ها شامل فرمانداری مدنی تحت ادارهٔ وزارت رایش برای قلمروهای اشغالی شرقی با ریاست آلفرد روزنبرگ می ش، اما کنترل آن در عمل به دست هینریش لوهس، رایخس‌کومیسار گماشته شده برای آن، بود.
اهداف سیاسی اصلی آلمان برای این کمیساریای د، که توسط وزارتخانه و در چارچوب سیاست‌های ناسیونال-سوسیالیستی برای شرق تعیین شده توسط آدولف هیتلر گردآوری شده بودند، شامل نسل‌کشی جمعیت یهودیان، و همچنین جایگزینی با جمعیت آلمانی همراه با اخراج گروه‌هایی از مردم بومی منطقه به منظور آلمانی‌سازی بود. این سیاست‌ها نه تنها در مورد کمیساریای رایش اوستلاند، بلکه در مورد سایر سرزمین‌های تحت اشغال آلمان متعلق به شوروی نیز اعمال می‌شدند. با کمک گردان‌های پلیس نظم و آینزاتس‌گروپ‌های A و B، و نیز مشارکت فعال نیروهای کمکی محلی، بیش از یک میلیون یهودی در کمیساریای رایش اوستلاند کشته شدند. سیاست‌های آلمانی‌سازی، که بر پایه طرح جامع برای شرق بنا شده بودند، بعدها توسط یک سری احکام خاص و اصول راهنما برای برنامه‌های کلی استقرار در اوستلاند به خود شکل اجرایی گرفتند.
در طی سالهای ۱۹۴۳ و ۱۹۴۴، ارتش سرخ شوروی به تدریج بیشتر مناطق اوستلاند را در طی پیشروی خود به سوی غرب تصرف کرد، اما نیروهای ورماخت تا مه ۱۹۴۵ در بخش کورلند ایستادگی کردند. با پایان جنگ جهانی دوم در اروپا و شکست آلمان در سال ۱۹۴۵، این کمیساریای رایش به شکل رسمی منحل شد.